# Kanali
Kanali (albánsky Malet e Vetëtimës "Hromové hory" nebo Mali i Kanalit) jsou pobřežním pohořím v kraji Vlora v jihozápadní Albánii. Pohoří se zvedá na severovýchodním okraji Jónského moře a vybíhá až do Jaderského moře. Táhne se v délce přibližně 100 km ve směru jihovýchod-severozápad poblíž města Saranda podél Albánské riviéry nedaleko města Orikumi. Nejvyšším vrcholem je Maja e Çikës s nadmořskou výškou 2 044 m, následuje Maja e Qorres (2 018 m). 
Geologicky patří poloostrov Karaburun k pohoří Kanali a od zbytku pohoří je oddělen Llogarským průsmykem (1 027 m n. m.), který tvoří západní část pohoří Kanali nazývaného Akrocerauni (albánsky Malet Akrokeraune). Tato část pohoří je dlouhá asi 24 km a široká asi 4-7 km.
Pohoří je rozčleněno suchými potoky a hlubokými propastmi, s řídkou vegetací, v níž převládají borovice v dolní části (do 600-800 m) a jehličnany (borovice černá, smrk, jedlovec aj.) v horní části.
Cerunské hory byly popsány již ve starověku autory jako Ptolemaios, Strabón a Pausaniás a dodnes je jejich klasický řecký název (Κεραύνια όρη / Keravnia ori) často známější než jejich současný albánský název.